# Klębowiec
Klębowiec (deutsch Klausdorf, früher Clausdorf) ist ein Dorf im Powiat Wałecki (Deutsch Kroner Kreis) der
polnischen Woiwodschaft Westpommern.

## Geographische Lage
Das Dorf liegt im Netzedistrikt des ehemaligen Westpreußen, etwa 25 Kilometer nordwestlich von Pila (Schneidemühl) und fünf Kilometer nordnordwestlich von Wałcz (Deutsch Krone).

## Geschichte

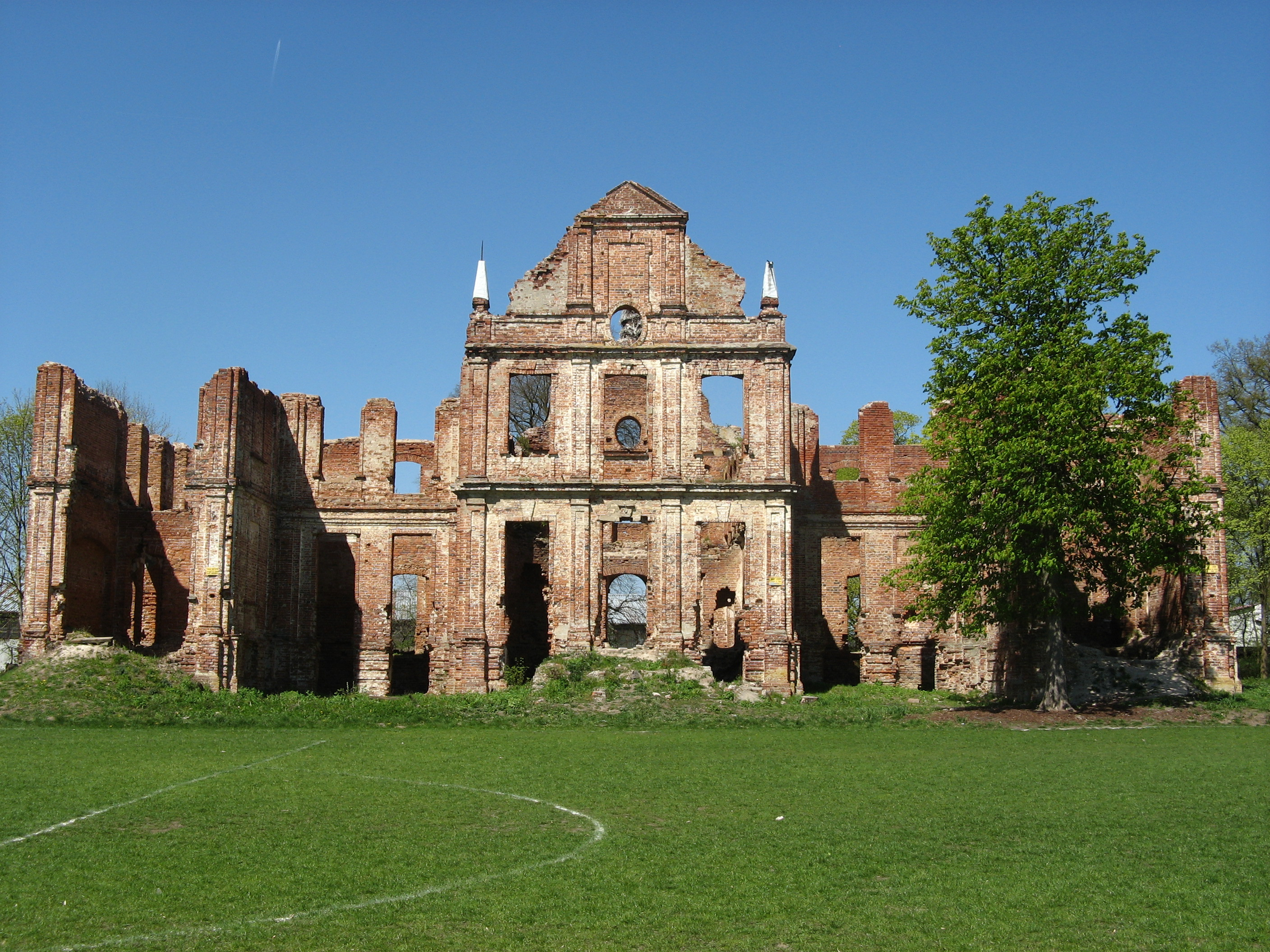
Ruine des Schlosses Klausdorf (Aufnahme 2009)

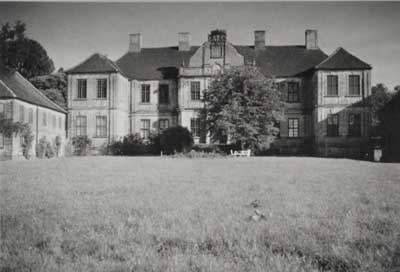
Schloss Klausdorf vor 1939

Ältere Ortsbezeichnungen sind Clastorndorp (1468), im 17. Jahrhundert Klagesdorf und Klausdorp, neupolnisch Klandynow. Wie der erstgenannte Ortsname vermuten lässt, hatte das Dorf einst zu einem Kloster gehört, doch fehlen hierzu historische Nachrichten.
Klausdorf war das Hauptgut der Klausdorfschen Güter, eines umfangreichen Güterkomplexes, den seit dem 14. Jahrhundert die Familie Goltz in Besitz hatte. Die mächtige Familie schloss sich der Lehre Luthers an, ließ während der Zeit der von den Jesuiten angestrengten Gegenreformation, als der katholische Klerus auf dem Rechtsweg oftmals die Rückgabe von Kirchengebäuden durchsetzen konnte, in ihren Dörfern in der Umgegend seit dem 16. Jahrhundert evangelische Kirchen erbauen und galt in der Region als ein Hort des Protestantismus.
Klausdorf wurde 1634 zusammen mit Neugolz und Keßburg auf 20.000 Mark taxiert.
Gegen Ende des 18. Jahrhunderts befanden sich die Klausdorfschen Güter im Besitz des Kammerherrn Dietrich Hans Sebastian von Unruh. In Klausdorf, wo viele Handwerker wohnten, gab es eine evangelische und eine katholische Kirche; die evangelische Kirche war eine Filiale des Kirchspiels von Neugolz.
Bis zum Jahr 1848 befand sich die Rittergüterherrschaft Klausdorf, zu der außerdem noch das Rittergut Neugolz gehörte, im Besitz des Kammerherrn Kurt Friedrich Gottlob von Watzdorf (1800–1848), Herr auf Wiesenburg, Klausdorf und Nudersdorf, Sohn des Friedrich von Watzdorf. Nachdem Watzdorf kurz nach dem Märzaufstand 1848 in Berlin verstorben war, wurde die Herrschaft Klausdorf einschließlich des Ritterguts Neugolz 1851 zur freiwilligen öffentlichen Versteigerung ausgerufen.
Um 1930 hatte Klausdorf zehn Wohnstätten:
- Fiermühl
- Klausdorf
- Klausdorfer Hammer
- Pilowbrück
- Rieselei
- Schloßmühl
- Schloßniedermühl
- Vorwerk Baberow
- Vorwerk Grethenbruch
- Ziegelei

Im Jahr 1945 gehörte Klausdorf zum Landkreis Deutsch Krone im Regierungsbezirk Grenzmark Posen-Westpreußen der preußischen Provinz Pommern des Deutschen Reichs. Klausdorf war dem Amtsbezirk Lüben zugeordnet.
im Februar 1945 wurde Klausdorf von der Roten Armee besetzt. Nach Beendigung der Kampfhandlungen wurde die Region seitens der sowjetischen Besatzungsmacht zusammen mit ganz Hinterpommern und der südlichen Hälfte Ostpreußens – militärische Sperrgebiete ausgenommen – der Volksrepublik Polen zur Verwaltung überlassen. Es wanderten nun Polen zu. Klausdorf wurde unter der polnischen Ortsbezeichnung „Klębowiec“ verwaltet. In der Folgezeit wurde die einheimische Bevölkerung von der polnischen Administration aus Klausdorf vertrieben.

### Demographie
| Jahr | Einwohner | Anmerkungen |
| ---- | --------- | --- |
| 1783 | –         | adliges Dorf und Vorwerk nebst einer Wassermühle, einer evangelischen Kirche (Filiale von Neugolz) und einer katholischen Kirche (Filiale von Deutsch Krone), im Netzedistrikt, 58 Feuerstellen (Haushaltungen) |
| 1818 | 230       | Hauptgut, adlige Besitzung |
| 1852 | 1016      | [ 9 ] |
| 1864 | 522       | davon 278 im Dorf (darunter 244 Evangelische, 34 Katholiken) und 165 auf dem Rittergut (158 Evangelische, fünf Katholiken)                                                                                      |
| 1867 | 1057      | am 3. Dezember, davon 596 im Dorf und 463 auf dem Rittergut |
| 1871 | 1031      | am 1. Dezember, davon 550 im Dorf (538 Evangelische, 20 Katholiken und zwei Juden) und 481 auf dem Rittergut (452 Evangelische, 29 Katholiken)                                                                  |
| 1910 | 1062      | am 1. Dezember, 570 (486 Evangelische, 82 Katholiken) im Dorf, 492 auf dem Rittergut (452 Evangelische, 37 Katholiken; vier Einwohner mit polnischer Muttersprache)                                             |
| 1925 | 992       | davon 876 Evangelische, 107 Katholiken, sieben Juden und zwei Einwohner ohne Angaben zur Konfession; nach anderen Angaben 1076 Einwohner                                                                        |
| 1933 | 960       | [ 14 ] |
| 1939 | 906       | [ 14 ] |

## Kirche
Die Evangelischen in Klausdorf hatten ihr Gotteshaus in einem massiv gebauten Flügel des Schlosses, der zwar keinen Turm hatte, aber einen Schornstein, auf dem Weißstörche nisteten. Als 1613 die Katholiken die mitten im Dorf stehende Kirche, die 1499 als Filiale der Deutsch Kroner Pfarrkirche gegründet worden war und die ca. 1880 abbrannte, den Evangelischen weggenommen hatten, überließ ihnen der evangelische Gutsherr von der Goltz ersatzweise einen Flügel seines Schlosses, in dem sich ehemals ein Waschhaus befunden hatte, zum Umbau in ein Bethaus. Im Glockenstuhl befanden sich zwei Glocken.

## Persönlichkeiten
- Joachim Rüdiger von der Goltz (1620–1688), dänischer und kursächsischer Generalfeldmarschall, wurde hier geboren
- Mit der Errichtung der neuen preußischen Verwaltung im Großherzogtum Posen wurde auch Christian v. Gumpert hierher übernommen und kam als preußischer Regierungs- und Medizinalrat in die Posener Regierung. Er erwarb als Erholungsort und als finanzielle Reserve das heruntergewirtschaftete Gut der Familie v. d. Goltz in Klausdorf (Klebowiec) im westpreußischen Kreis Deutsch Krone (Walcz). Im Alter von 59 Jahren starb Christian v. Gumpert am 30. Juli 1832 in Posen. Durch den Ausfall seiner Einkünfte konnte seine Witwe das Gut Klausdorf nicht mehr halten und musste es zwei Jahre später verkaufen.[17]
- Thekla von Gumpert